# ليسفا
ليسفا (بالروسية: Лысьва) هي إحدى مدن روسيا في الكيان الفدرالي الروسي بيرم كراي. وتقع في القسم الشرقي من الإقليم على نهر ليسفا.

## أعلام
- ايفان ميخيفيتش بيرفوشين